# Intharacha

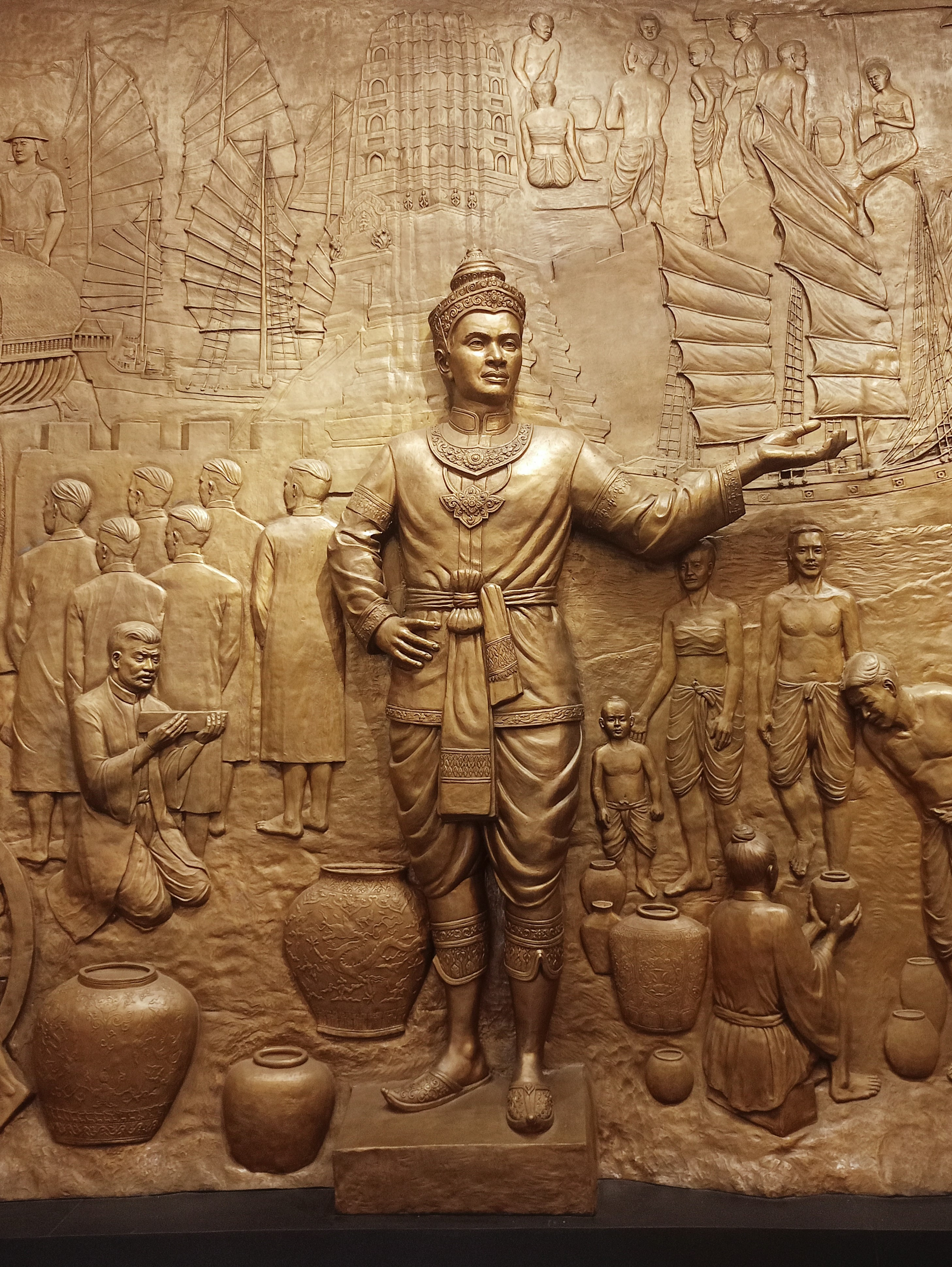
Darstellung von Intharacha im Khun-Luang-Pha-Ngua-Skulpturengebäude in Suphan Buri

Intharacha (Thai: สมเด็จพระอินทร์ราชา, auch Nakharintharathirat – สมเด็จพระนครินทราธิราช; * 1359; † 1424) war von 1409 (C.S. 771) bis 1424 (C.S. 786) der siebte König des siamesischen Reiches von Ayutthaya. Andere Chroniken nennen ihn Nakhon In (สมเด็จพระนครอินทร์) und schreiben seine Regierungszeit auf die Jahre von 1401 (C.S. 763) bis 1418 (C.S. 780).

## Abstammung und Leben
Prinz Nakhon In war ein Sohn von König Borommaracha I. (Khun Luang Pha-Ngua) aus der Suphannaphum-Dynastie, die seit der Gründung des Königreichs Ayutthaya mit der U-Thong- (oder Lavo-Ayutthaya-)Dynastie im Wettbewerb um die Macht stand und um den Thron kämpfte. Mütterlicherseits stammte er aus der Königsfamilie von Sukhothai, seine Mutter war eine Tochter des Königs Li Thai (Maha Thammaracha I.) von Sukhothai. Nakhon Ins älterer Bruder Thong Lan war nach dem Tod des Vaters 1388/89 für wenige Tage König von Ayutthaya, bevor er von seinem Cousin Ramesuan aus der U-Thong-Dynastie ermordet wurde. Nakhon In regierte zunächst im Fürstentum Suphan Buri. Aus zeitgenössischen chinesischen Chroniken kann man schließen, dass sich dieses zeitweilig wieder von Ayutthaya unabhängig machte. Jedenfalls entsandten Suphan Buri und Ayutthaya in der Zeit separate Gesandtschaften nach China, wobei die chinesische Seite der Gesandtschaft aus Suphan Buri unter „Jiao Lok Kuan In“, hinter dem sich mutmaßlich Fürst Nakhon In verbirgt, offenbar die größere Bedeutung beimaß. In der chinesischen Chronik wird er als der legitime Nachfolger Borommarachas I. auf dem Thron Ayutthayas dargestellt.
In Sukhothai wurde eine Inschrift mit einem Gesetz gegen Banditen/Entführer gefunden, die der Epigraphiker Prasert na Nagara auf 1397/98 datierte. Der Historiker Phiset Jiajanphong, der zu den Beziehungen zwischen den Königreichen Sukhothai und Ayutthaya geforscht hat, geht davon aus, dass dieses von Nakhon In erlassen wurde, der aufgrund seiner mütterlichen Abstammung aus dem Königshaus von Sukhothai zu dieser Zeit in Kamphaeng Phet und der Südhälfte des Königreichs Sukhothai geherrscht habe. Laut Phiset kann die Legende, dass ein König „Phra Ruang“ von Sukhothai nach China gereist sei, ihren realen Hintergrund in den Chinareisen Nakhon Ins haben, da er mütterlicherseits aus der Phra-Ruang-Dynastie stammte. Seine doppelte Machtbasis in Suphan Buri und Sukhothai habe ihm dann später die Übernahme des Throns von Ayutthaya ermöglicht. Nakhon In heiratete auch eine Prinzessin aus Sukhothai, wodurch die Verbindung der beiden Königreiche weiter gestärkt wurde.
Aus unbekannten Gründen überwarf sich der König Ramaracha mit Chaophraya Maha Senabodi, seinem obersten Minister, sodass dieser aus der Hauptstadt ins nahe gelegene Pathakhucham flüchtete. Senabodi verbündete sich mit Nakhon In und ihre gemeinsamen Streitkräfte konnten den König schließlich ins Exil verweisen. Nakhon In ließ sich als Intharacha I. zum König krönen, der Senabodi bekam die Tochter einer königlichen Konkubine zur Frau. Über den Verbleib von Ramaracha ist nichts überliefert.
Der Chronist Jeremias Van Vliet, Kaufmann der VOC, der von 1633 Jahre bis 1642 in Ayutthaya lebte, beschreibt den König so: 

„Nakhon In war ein weiser, umsichtiger und gnädiger König. Er war liberal und sorgte für seine Soldaten, seine Untertanen und das Wohlergehen des Landes. Er war ein weltlicher Prinz, er mochte den Klerus nicht sonderlich. Nachdem er zwanzig Jahre regiert hatte, beendete er sein Leben in Frieden. Seine Regierungszeit war eine fruchtbare, keine schwierige Zeit.“

Nach Intharacha Tod kämpften sein ältester und zweitältester Sohn, Chao Ai Phraya und Chao Yi Phraya, um den Thron, wobei beide starben. Ihm folgte daher der dritte Sohn, Chao Sam Phraya, dessen Mutter eine Prinzessin von Sukhothai war und der vor seiner Thronbesteigung in „Chai Nat“ (nahe der heutigen Stadt Phitsanulok) residiert hatte.